# Godfrey (Illinois)
Pour les articles homonymes, voir Godfrey.
Godfrey est une ville de l'Illinois, dans le Comté de Madison aux États-Unis.